# 瘰鱗蛇
瘰鱗蛇（學名：Acrochordus granulatus），又名疣鱗蛇，是蛇亞目瘰鱗蛇科下的一個品種。主要分布於印度、東南亞以及所羅門群島一帶。瘰鱗蛇是一個完全生活於水中的蛇種，暫時未有任何亞種被確認。

## 描述
瘰鱗蛇是瘰鱗蛇科三個物種當中體型最小的一種，也是當中唯一一種同時會在河口及海岸永久棲息的物種。事實上本科三個物種均為完全水棲的物種，在陸地上幾近完全喪失行動能力。如同本科其他物種，牠們的鱗皮表面質地雖然相當粗糙，但其實皮層偏薄，容易撕裂。瘰鱗蛇是同種異形的，雌雄各有不同型態，雄性瘰鱗蛇體型較小，身體顏色的深淺對比亦較為明顯。瘰鱗蛇經常出沒於河塘、沼澤等地，亦分布於海洋。

## 地理分佈
瘰鱗蛇分佈於從印度半島兩岸，到东南亚、印支-澳大利亞群島及澳大利亚北部，再到所罗门群岛。這範圍還包括孟加拉国、缅甸、斯里蘭卡、安达曼群岛及尼科巴群岛、泰国、柬埔寨、越南、中华人民共和国（只見於海南省）、菲律宾（呂宋、宿霧及班塔延島）、马来西亚、印度尼西亚（蘇門答臘、爪哇岛、婆罗洲、弗洛勒斯岛、帝汶、苏拉威西岛、特爾納特、安汶岛及西巴布亚的海岸）、巴布亚新几内亚、所罗门群岛及澳大利亚北部（北領地及昆士蘭州東部）。原始文獻描述並沒有指明模式標本產地，儘管Smith (1943)及Saint-Girons (1972)都有提及「印度」這個地方。

## 進食習慣
根據希恩（Shine, 1991）的瘰鱗蛇研究，指半數的瘰鱗蛇胃部裡曾發現過彩虹魚、鱸魚等魚類，偶爾也會進食鰻魚，而暫時仍未有發現瘰鱗蛇進食兩棲動物的證據。牠們粗糙的皮膚主要用途是為了抵禦水壓，便於在海底獵食。雌性瘰鱗蛇主要以伏擊的形式捕食獵物，相對地雄性瘰鱗蛇則會比較主動地搜掠獵物。
Harold Voris在其田野研究發現在馬六甲海峽的瘰鱗蛇的食譜包括鰕虎亞目或塘鱧科的魚類及細小的甲殼類生物；然而由於本物種的廣泛分佈，牠們在各地的獵物估計亦有所不同。然而在飼養環境，這些蛇並未發現對所吃的魚有任何偏好。

## 延伸閱讀
- Greer, A.E. 2006. Encyclopedia of Australian Reptiles. Australian Museum Online. Accessed 16 August 2007.
- Smith, M.A. . Reptilia and Amphibia. 3 (Serpentes). London: Taylor and Francis. 1943: 583 pp. （英语）.
- Wall, Frank 1921 Ophidia Taprobanica or the Snakes of Ceylon. Colombo Mus. (H. R. Cottle, government printer), Colombo. xxii, 581 pages

## 外部連結
- Acrochordus.com. Accessed 16 August 2007.
- Image of Acrochordus granulatus at the Institute of Toxicology and Genetics. Accessed 16 August 2007.
- Videos of A. granulatus feeding in captivity.
- Little Filesnakes （页面存档备份，存于） at Life is Short but Snakes are Long